# Jan Bolechowski
Jan Bolechowski (ur. 13 lipca 1891 w Dolinie, zm. wiosna 1940 w Katyniu) – polski nauczyciel, kapitan rezerwy artylerii Wojska Polskiego, ofiara zbrodni katyńskiej.

## Życiorys
Syn Jana i Wiktorii z domu Romanczukiewicz urodzony 13 lipca 1891 w Dolinie. Ukończył studia filozoficzne i prawnicze na Wydziale Prawa Uniwersytetu Franciszkańskiego we Lwowie.
Należał do Związku Strzeleckiego. Podczas I wojny światowej został powołany do C. K. Armii i w rezerwie artylerii fortecznej został mianowany chorążym (kadetem) artylerii fortecznej z dniem 1 maja 1915, a następnie awansowany na stopień podporucznika z dniem 1 stycznia 1916. Był przydzielony do pułku artylerii fortecznej Nr 1.
Po odzyskaniu przez Polskę niepodległości w 1918 walczył w wojnie polsko-ukraińskiej w szeregach 1 pułku artylerii górskiej, w tym uczestniczył w odsieczy Lwowa. Brał także udział w walkach na Śląsku. Został mianowany do stopnia kapitana rezerwy artylerii ze starszeństwem z dniem 1 czerwca 1919. W 1923, 1924 był oficerem rezerwowym 20 pułku artylerii polowej garnizonie Prużana. W latach 1929–1939 był przydzielony do 3 pułku artylerii lekkiej Legionów. W 1934 jako kapitan rezerwy był przydzielony do Oficerskiej Kadry Okręgowej nr IV jako oficer po ukończeniu 40 roku życia i pozostawał wówczas w ewidencji Powiatowej Komendy Uzupełnień Łódź Miasto II.
W okresie II Rzeczypospolitej pracował jako nauczyciel gimnazjalny. W 1924 był profesorem w Inowrocławiu, ucząc języka polskiego w Państwowym Gimnazjum Męskim oraz w Gimnazjum Żeńskim im. Marii Konopnickiej. W 1926 był polonistą w Gimnazjum Humanistycznym im. Macieja Stryjkowskiego w Brzezinach. W tej szkole był opiekunem kołka literackiego, Bratniej Pomocy uczniowskiej oraz był członkiem zarządu Koła Polskiej Macierzy Szkolnej w Brzezinach (1925/1926). Pracował też jako nauczyciel gimnazjalny w Łodzi. W 1935 został wybrany członkiem komisji rewizyjnej  Towarzystwa Przyjaciół Akademika w Pabianicach (prezesem był dr Henryk Broniatowski). We wrześniu 1936 został wicemistrzem Towarzystwa Sportowego Krusche Ender w Pabianichach (w finale uległ Henrykowi Broniatowskiemu). W 1939 był profesorem Liceum im. A. Zimowskiego.
Po wybuchu II wojny światowej i agresji ZSRR na Polskę w dniu 17 września, został aresztowany przez Sowietów, po czym był przetrzymywany w obozie w Kozielsku. W ocalałych pamiętnikach, które w obozie pisał inny jeniec, Zbigniew Przystasz, znalazły się wpisy wspominające Jana Bolechowskiego: m.in. autor zanotował dane adresowe Bolechowskiego (Łódź, Ulica Wólczańska 222 m. 20, lub Gimnazjum Zimowskiego), a ponadto zanotował pod datą 31 stycznia 1940, że tego dnia Bolechowski miał wygłosić dla współosadzonych oficerów wykład pt. „Idea Polski – Żeromskiego”. Na wiosnę został przetransportowany do Katynia i rozstrzelany przez funkcjonariuszy Obwodowego Zarządu NKWD w Smoleńsku oraz pracowników NKWD przybyłych z Moskwy na mocy decyzji Biura Politycznego KC WKP(b) z 5 marca 1940. W 1943 jego ciało zostało zidentyfikowane pod numerem 2723 w toku ekshumacji nadzorowanych przez Niemców (przy zwłokach zostały znalezione legitymacja oficerska kapitana WP, wizytówki, oraz list), gdzie został pochowany na terenie obecnego Polskiego Cmentarza Wojennego w Katyniu.

### Życie prywatne
Jego żoną była Maria, z domu Orłowska, z którą miał dwie córki: Barbarę i Ewę.

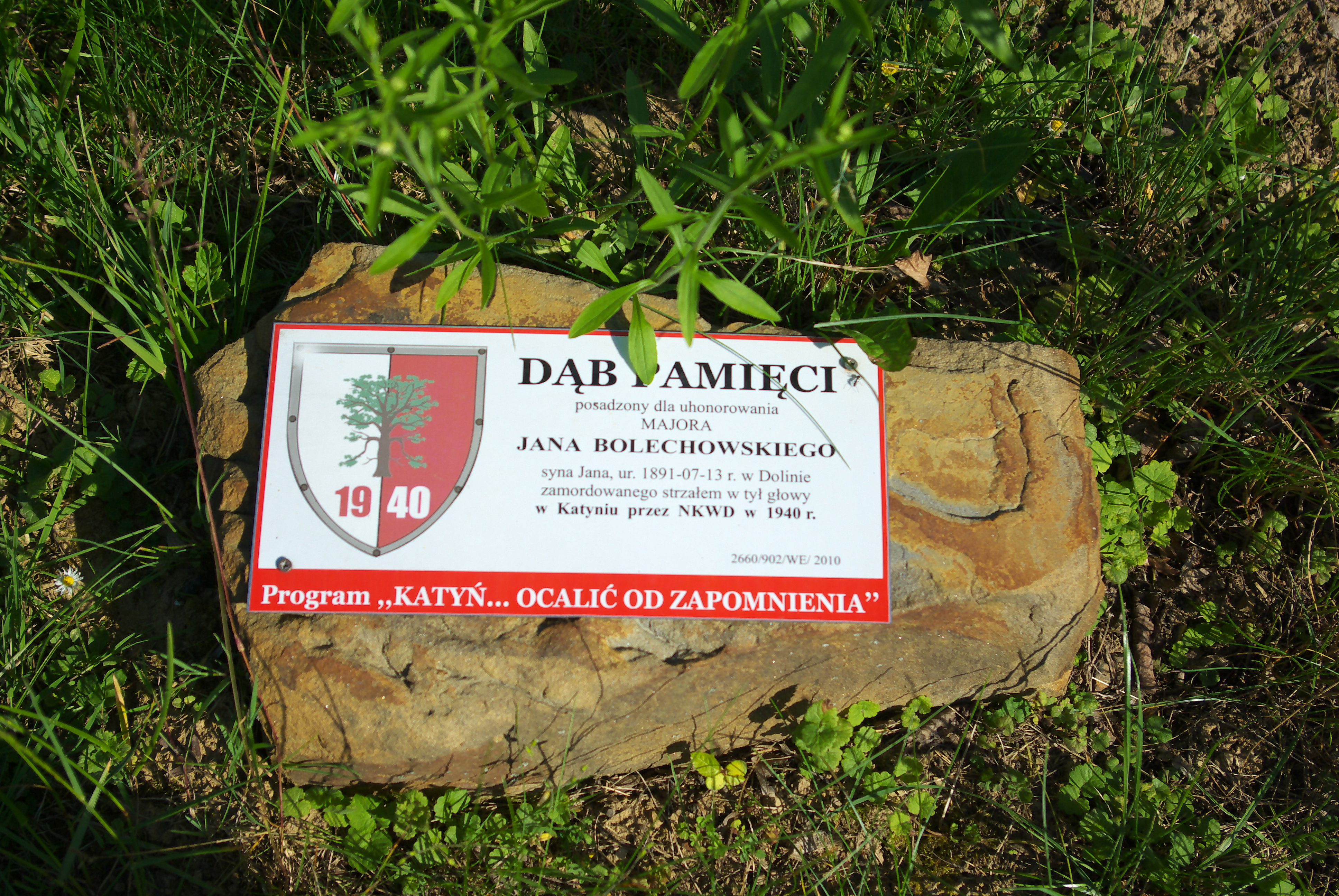
Kamień przy Dębie Pamięci honorującym Jana Bolechowskiego w Falejówce

## Upamiętnienie
Jan Bolechowski został wymieniony na Pomniku Katyńskim w Łodzi.
5 października 2007 minister obrony narodowej Aleksander Szczygło mianował go pośmiertnie na stopień majora. Awans został ogłoszony 9 listopada 2007 w Warszawie, w trakcie uroczystości „Katyń Pamiętamy – Uczcijmy Pamięć Bohaterów”.
16 maja 2010, w ramach akcji „Katyń... pamiętamy” / „Katyń... Ocalić od zapomnienia” w Falejówce został zasadzony Dąb Pamięci upamiętniający Jana Bolechowskiego.

## Odznaczenia
- Krzyż Walecznych[19] – dwukrotnie
- Krzyż za Obronę Śląska Cieszyńskiego II kl. (2 października 1919)[36]
- Medale pamiątkowe[2]

austro-węgierskie
- Brązowy Medal Waleczności (przed 1918)[7]
- Krzyż Wojskowy Karola (przed 1918)[7]